# Sudamericano de Futsal Sub-20 de 2008
El Sudamericano de Futsal Sub-20 de 2008 fue la III edición del Sudamericano. Esta versión del torneo se realizó en Colombia con una única sede, Tunja, entre el 7 de diciembre y el 14 de diciembre de 2008. Fue organizado por la Conmebol, la confederación de fútbol de América del Sur.
El evento contó con la participación de nueve equipos, de los cuales siete corresponden a los miembros estables de la Conmebol y dos México y Costa Rica son miembros invitados, pertenecientes a la Concacaf, la confederación norteamericana. Estos nueve participantes fueron divididos en dos grupos de cuatro y cinco equipos, los cuales se enfrentaron en un cuadrangular de un solo partido. Los dos mejores equipos de cada grupo avanzaron a la siguiente etapa, en que se hizo un proceso de eliminación directa hasta determinar al campeón del torneo.

## Organización
El torneo fue jugado en su totalidad en el Polideportivo San Antonio de la ciudad de Tunja en el departamendo de Boyacá.

### Árbitros
- Fabio Pate
- Gean Telles
- Víctor Prendas Montero
- Óscar Sánchez
- Francisco Correa
- Wilson Torres
- Ricardo Sosa
- Manuel Benítez

## Equipos participantes
| Equipos participantes | Equipos participantes | Equipos participantes | Equipos participantes |
| --------------------- | --------------------- | --------------------- | --------------------- |
| Argentina             | Costa Rica            | México                |                       |
| Bolivia               | Colombia              | Uruguay               |                       |
| Brasil                | Ecuador               | Venezuela             |                       |

## Primera fase
Leyenda: Pts: Puntos; PJ: Partidos jugados; PG: Partidos ganados; PE: Partidos empatados; PP: Partidos perdidos; GF: Goles a favor; GC: Goles en contra; Dif: Diferencia de goles.

### Grupo A
| Grupo A   | Pts | PJ | PG | PE | PP | GF | GC | Dif |
| --------- | --- | -- | -- | -- | -- | -- | -- | --- |
| Argentina | 7   | 3  | 2  | 1  | 0  | 14 | 3  | +11 |
| Colombia  | 7   | 3  | 2  | 1  | 0  | 9  | 4  | +5  |
| Bolivia   | 3   | 3  | 1  | 0  | 2  | 2  | 8  | -6  |
| México    | 0   | 3  | 0  | 0  | 3  | 1  | 11 | -10 |

### Grupo B
| Grupo B    | Pts | PJ | PG | PE | PP | GF | GC | Dif |
| ---------- | --- | -- | -- | -- | -- | -- | -- | --- |
| Brasil     | 12  | 4  | 4  | 0  | 0  | 25 | 5  | +20 |
| Venezuela  | 9   | 4  | 3  | 0  | 1  | 19 | 12 | +7  |
| Ecuador    | 6   | 4  | 2  | 0  | 2  | 16 | 23 | -7  |
| Costa Rica | 3   | 4  | 1  | 0  | 3  | 8  | 19 | -11 |
| Uruguay    | 0   | 4  | 0  | 0  | 4  | 7  | 16 | -9  |

## Fase final

### Cuadro de desarrollo
|  | Semifinales | Semifinales |        |           | Final        | Final        |  |
|  | 2008        | 2008        |        |           | 2008         | 2008         |  |
|  |             |             |        |           |              |              |  |
|  |             |             |        |           |              |              |  |
|  | Argentina   | 3           |        |           |              |              |  |
|  | Argentina   | 3           |        |           |              |              |  |
|  | Venezuela   | 2           |        |           |              |              |  |
|  | Venezuela   | 2           |        | Argentina | 1            |              |  |
|  |             |             |        | Argentina | 1            |              |  |
|  |             |             | Brasil | 5         |              |              |  |
|  | Brasil      | 5           | Brasil | 5         |              |              |  |
|  | Brasil      | 5           |        |           |              |              |  |
|  | Colombia    | 3           |        |           | Tercer lugar | Tercer lugar |  |
|  | Colombia    | 3           |        |           | Tercer lugar | Tercer lugar |  |
|  |             |             |        |           |              |              |  |
|  |             |             |        |           | Venezuela    | 4            |  |
|  |             |             |        |           | Venezuela    | 4            |  |
|  |             |             |        |           | Colombia     | 2            |  |
|  |             |             |        |           | Colombia     | 2            |  |
|  |             |             |        |           |              |              |  |

### Semifinales
| 2008 | Argentina | 3:2 | Venezuela | Polideportivo San Antonio, Tunja |  |

| 2008 | Brasil | 5:3 | Colombia | Polideportivo San Antonio, Tunja |  |

### Tercer lugar
| 2008 | Venezuela | 4:2 | Colombia | Polideportivo San Antonio, Tunja |  |

### Final
| 2008 | Brasil | 5:1 | Argentina | Polideportivo San Antonio, Tunja |  |

|                            |
| Bandera de Brasil          |
| Campeón Brasil 3.er Título |

## Tabla general
| Pos. | Equipo     | Pts | PJ | PG | PE | PP | GF | GC | Dif. | Rend. |
| ---- | ---------- | --- | -- | -- | -- | -- | -- | -- | ---- | ----- |
| 1    | Brasil     | 18  | 6  | 6  | 0  | 0  | 35 | 9  | +26  | 100%  |
| 2    | Argentina  | 10  | 5  | 3  | 1  | 1  | 18 | 10 | +8   | 66,6% |
| 3    | Venezuela  | 9   | 6  | 4  | 0  | 2  | 25 | 17 | +8   | 50%   |
| 4    | Colombia   | 7   | 5  | 2  | 1  | 2  | 14 | 13 | +1   | 46,6% |
| 5    | Ecuador    | 6   | 4  | 2  | 0  | 2  | 16 | 23 | -7   | 50%   |
| 6    | Bolivia    | 3   | 3  | 1  | 0  | 2  | 2  | 8  | -6   | 33,3% |
| 7    | Costa Rica | 3   | 4  | 1  | 0  | 3  | 8  | 19 | -11  | 25%   |
| 8    | Uruguay    | 0   | 4  | 0  | 0  | 4  | 7  | 16 | -9   | 0%    |
| 9    | México     | 0   | 3  | 0  | 0  | 3  | 1  | 11 | -10  | 0%    |